# Doněck
Doněck (ukrajinsky Донецьк, Donec'k, rusky Донецк, Doněck, IPA [d̪oˈn̪ɛt͡sʲk]), historicky Juzovka nebo Stalino, je průmyslové město na východní Ukrajině. Leží ve zvlněné krajině v pramenné oblasti řeky Kalmius, asi 50 km západně od hranic s Ruskem a 100 km severně od Azovského moře. Je centrem samosprávné Doněcké oblasti a celého průmyslového regionu zvaného Donbas. Ve městě žilo v roce 2022 podle oficiální statistiky přes 900 000 obyvatel. S blízkým okolím (zejména městem Makijivka) tvoří městskou aglomeraci s populací cca 1,7 mil. obyvatel (4. největší aglomerace na Ukrajině).

## Dějiny

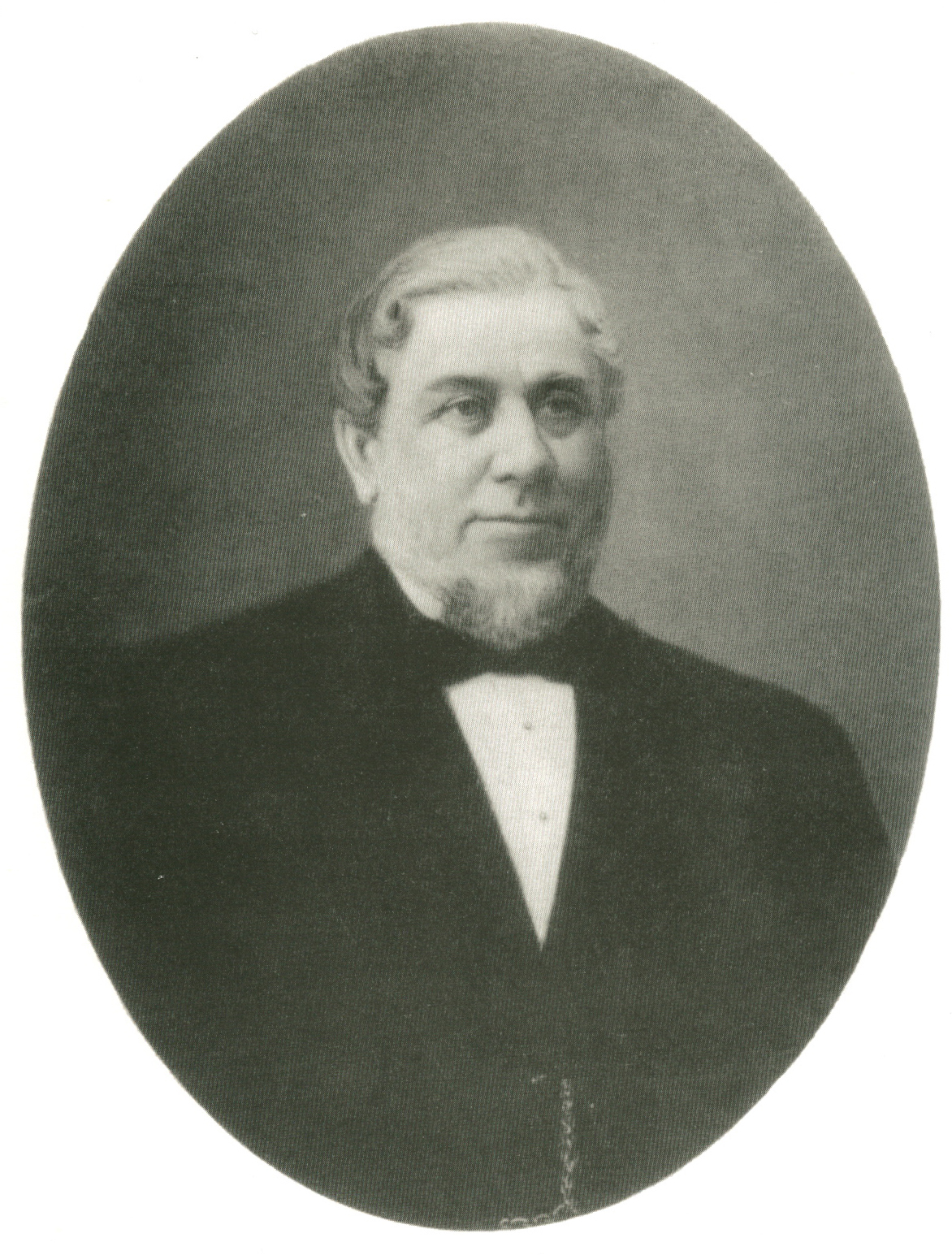
John James Hughes (1814–1889), jeden ze zakladatelů města

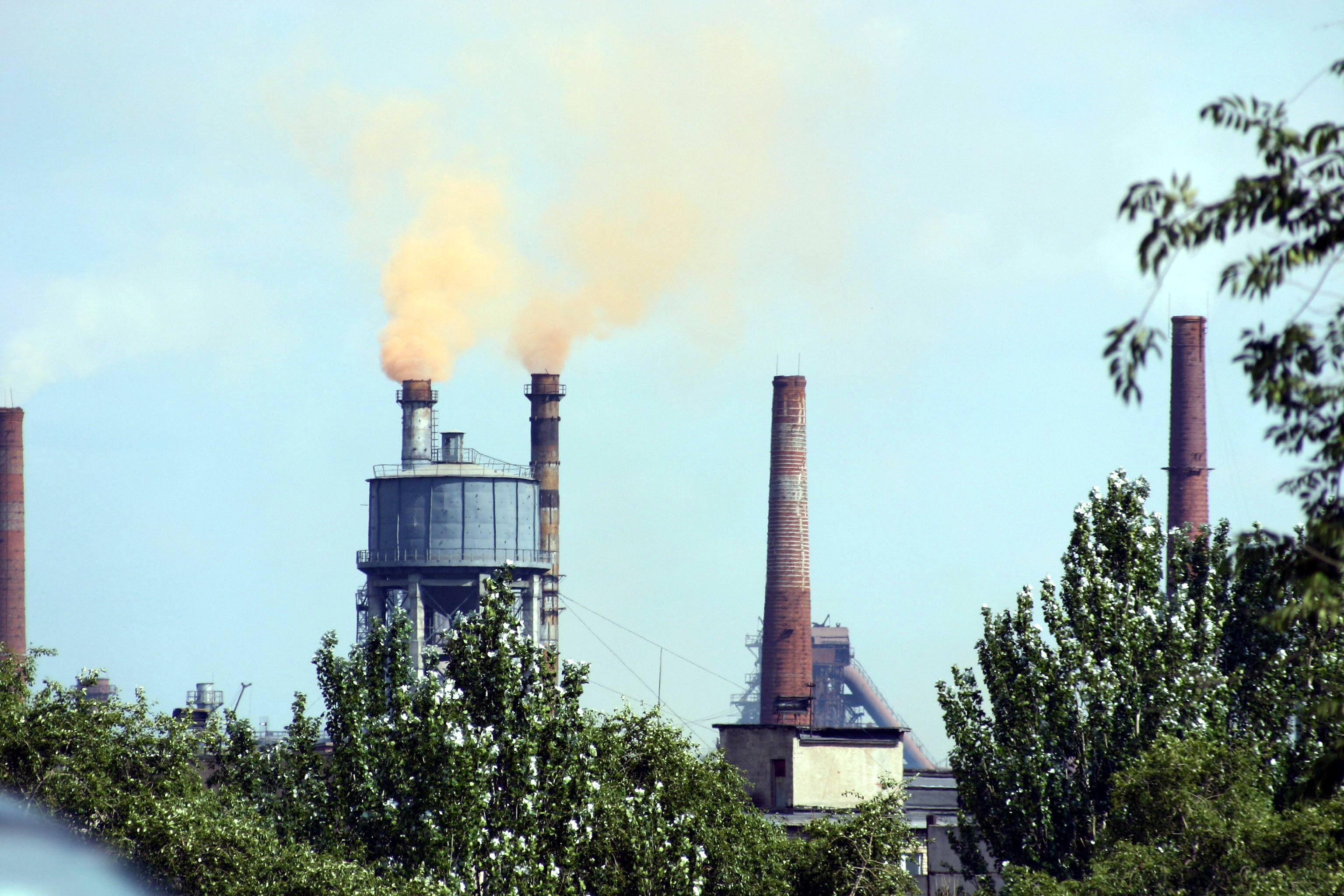
Těžký průmysl v Doněcku

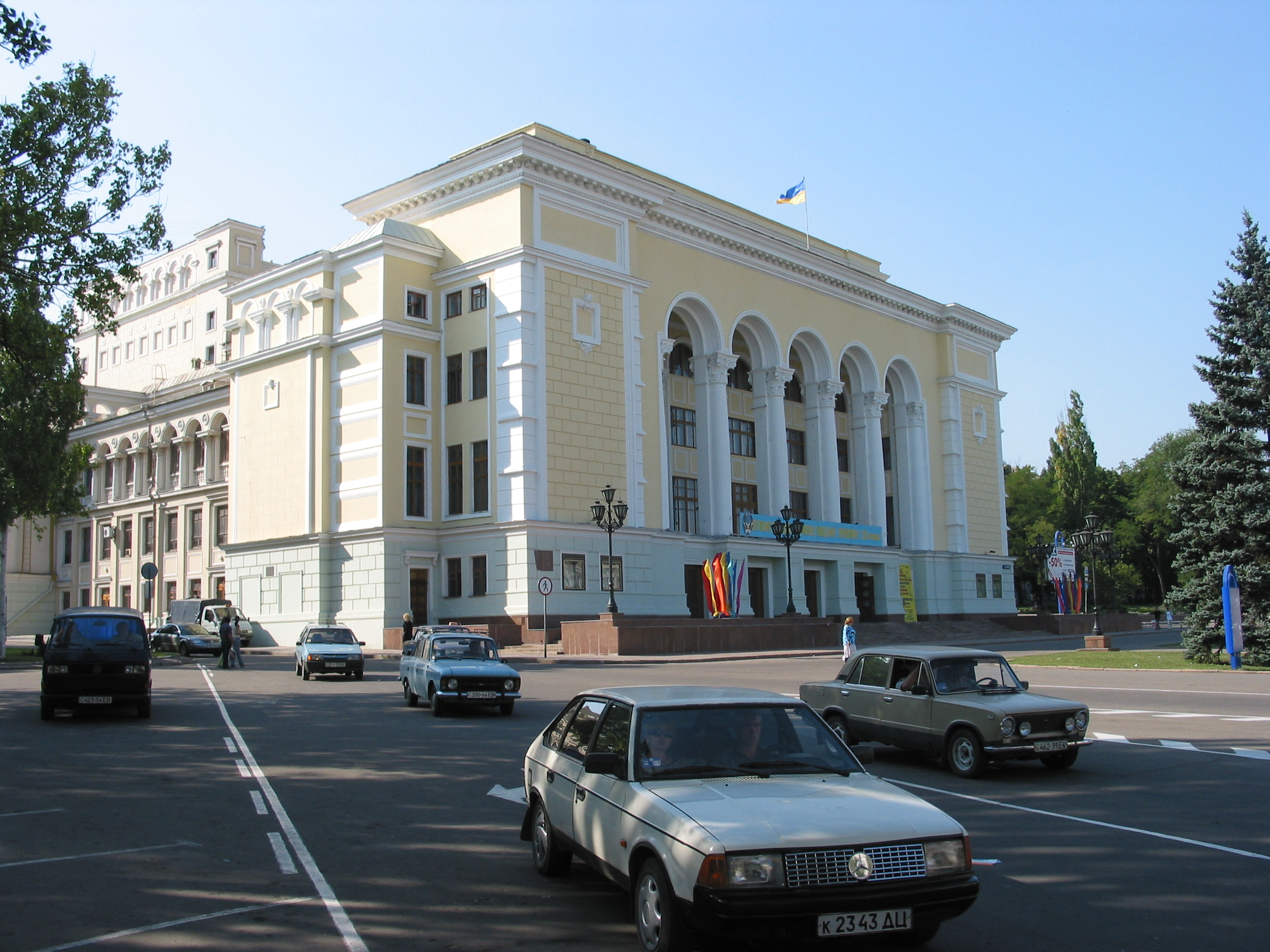
Budova Doněckého národního akademického divadla opery a baletu A. B. Solovjaněnka (Donbass Opera)

Podle historiků sahají dějiny osídlení této lokality do poslední čtvrtiny 18. století. Poté, co ruská carevna Kateřina II. nechala zničit Záporožskou Sič, založil potomek tamních kozáků podplukovník Jevdokim Šidlovskij dvě osady: Oleksandrivka (nyní severovýchodní část Kyjevské čtvrti Doněcka) a Krutojarivka (větší část Vorošilovské čtvrti Doněcka). První pojmenoval po svém nejstarším synovi Aleksandrovi a druhou podle rokle, která dělila osadu. Podle všeruského sčítání lidu v roce 1782 žilo v Oleksandrivce 206 mužů a 135 žen.
Na počátku 19. století se na území dnešního Doněcka objevily další osady: Oleksiivka, Katerynivka, Ljubimivka, Hryhorivka a byl otevřen první uhelný důl. Novorossijský generál a gubernátor Voroncov si pronajal pozemky na území dnešního Doněcka a postavil důl Aleksandrovsk, kde pracovalo 76 horníků.
Roku 1869 vybudoval velšský průmyslník John James Hughes (rusky Джон Джеймс Хьюз) při dosavadních osadách metalurgický závod a několik uhelných dolů; vznikla zde osada Hughesovka, psáno rusky Хьюзовка nebo Юзовка – Chjuzovka, Juzovka. Byla tvořena jedinou severo-jižní ulicí, pokračující k nádraží, nazvanou zkrátka „První“ (dnes ul. Artema), při ní byl vystavěn Hughesův vlastní dům a dům pro britskou komunitu, nazvaný Velikobritanyja. Současné centrum města vzniklo okolo této ulice na pravoúhlém půdorysu.
Na počátku 20. století měla Juzovka již okolo 50 000 obyvatel; roku 1917 byla povýšena na město a roku 1924 dostala název Stalino (na počest Josifa Stalina). Roku 1932 se město stalo oblastním centrem.
Po druhé světové válce, kdy bylo město následkem bojů Rudé armády s německým Wehrmachtem silně poničeno, přišel opět rychlý růst. Byly budovány nové uhelné doly, průmyslové závody a sídliště.
Po odhalení kultu osobnosti v Chruščovově éře přestal být název Stalino přijatelný a roku 1961 bylo město nazváno neutrálně Doněck, podle polohy v Doněckém baseinu a Doněckém masivu. Od řeky Doněc je název odvozen jen přeneseně, město je od ní vzdáleno asi 100 km, neleží ani na jejím povodí.
Roku 1978 dosáhl počet obyvatel jednoho miliónu. Po rozpadu Sovětského svazu a vzniku samostatné Ukrajiny nastal zprvu kolaps dosavadní řízené ekonomiky a jistý útlum těžby uhlí i průmyslové výroby. Hospodářské potíže se projevily úbytkem počtu obyvatel pod 1 milión a mj. také stále odkládaným zprovozněním první linky doněckého metra.
V březnu 2014 se stal jedním z center separatistického hnutí a během dubna až října 2014 se přes aktivní odpor většiny obyvatel[zdroj?] dostal pod kontrolu ruské armády, jejich loutkové vlády a jejich žoldáků s tzv. názvem Doněcká lidová republika.
Po uměle vytvořeném povstání proruských separatistů proti nové ukrajinské vládě v březnu 2014 byl Doněck 7. dubna téhož roku vyhlášen za hlavní město tzv. Doněcké lidové republiky. 11. května bylo uspořádáno tzv. referendum o nezávislosti. O něco později Doněck zasáhly tvrdé boje mezi ukrajinskou armádou a separatisty podporovanými Ruskou federací a později také ruskou armádou. V průběhu bojů bylo postupně úplně zničeno mj. Doněcké mezinárodní letiště, pojmenované po hudebním skladatelovi Sergeji Prokofjevovi a uvedené do provozu teprve v roce 2012.

## Vývoj počtu obyvatel a národnostní složení
Nejvyšší stav počtu obyvatel (1,109 miliónu) byl zaznamenán v roce 1989, tedy před zánikem Sovětského svazu. Podle sčítání lidu v roce 2001 měl Doněck 1 016 000 obyvatel. Údaje z roku 2018 uvádějí 913 323 obyvatele. Národnostně v roce 2001 těsně převažovali Rusové (48,15 %) nad Ukrajinci (46,65 %). Převládajícím jazykem však byla ruština, a to i u obyvatel ukrajinského původu, protože celá oblast byla v minulosti rusifikována. Dalšími menšinami jsou Bělorusové, Řekové, Židé, Tataři, Arméni, Ázerbájdžánci a Gruzíni.
| 1897   | 1911   | 1920   | 1926    | 1936    | 1939    | 1959    | 1970    | 1979      | 1989      | 2001      | 2005    | 2018    | 2022    |
| ------ | ------ | ------ | ------- | ------- | ------- | ------- | ------- | --------- | --------- | --------- | ------- | ------- | ------- |
| 28 100 | 48 000 | 31 000 | 105 700 | 239 000 | 462 400 | 699 200 | 879 000 | 1 020 799 | 1 109 102 | 1 016 094 | 999 975 | 913 323 | 901 645 |

## Administrativní dělení

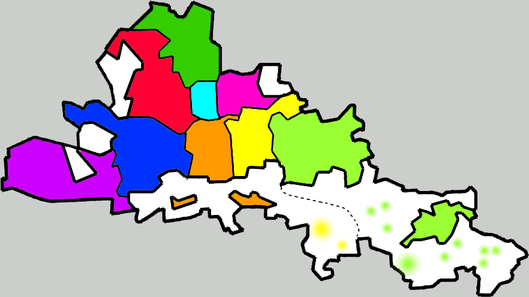
Rajóny Doněcku na mapě Doněcké městské rady:

| Buďonnivskyj Vorošylovskyj Kalininskyj Kyjivskyj Kirovskyj | Kujbyševskyj Leninskyj Petrovskyj Proletarskyj |

Doněck je rozdělen na 9 městských rajónů, které podléhají Doněcké městské radě (viz mapku).

## Hospodářství a doprava
Doněck je jedním z největších těžebních a průmyslových center Ukrajiny. I po ekonomické krizi 90. let zůstalo ve městě 17 uhelných dolů, 5 velkých slévárenských komplexů, desítky strojírenských a potravinářských závodů.
Kromě hlavního nádraží má Doněck tři další železniční stanice. Hlavní tratě, většinou dvoukolejné a elektrifikované, míří na Slovjansk (– Charkov), Luhansk, Rostov na Donu, Mariupol, od roku 2014 však není na nich normální provoz. Do začátku roku 2014 byla prováděna rekonstrukce z hlediska osobní dopravy nejvytíženější trati na Dnipro a Kyjev. Doněck je/byl sídlem Doněcké dráhy, jedné ze 6 divizí státních drah Ukrzaliznycja.
Na území města bylo v roce 2012 otevřeno moderní mezinárodní letiště Sergeje Prokofjeva, které však bylo v průběhu války na východní Ukrajině zcela zničeno. Do značné míry zničeny byly poslední úseky dálnic a silnic vedoucích do Doněcka.
Doněck má dvě autobusová nádraží. Místní hromadnou dopravu (MHD) zajišťují maršrutky, autobusy, trolejbusy a rozsáhlá tramvajová síť. Plánováno bylo také vybudování první linky doněckého metra.
V roce 2025 byl ve městě hlášen kritický nedostatek pitné vody.

## Pamětihodnosti

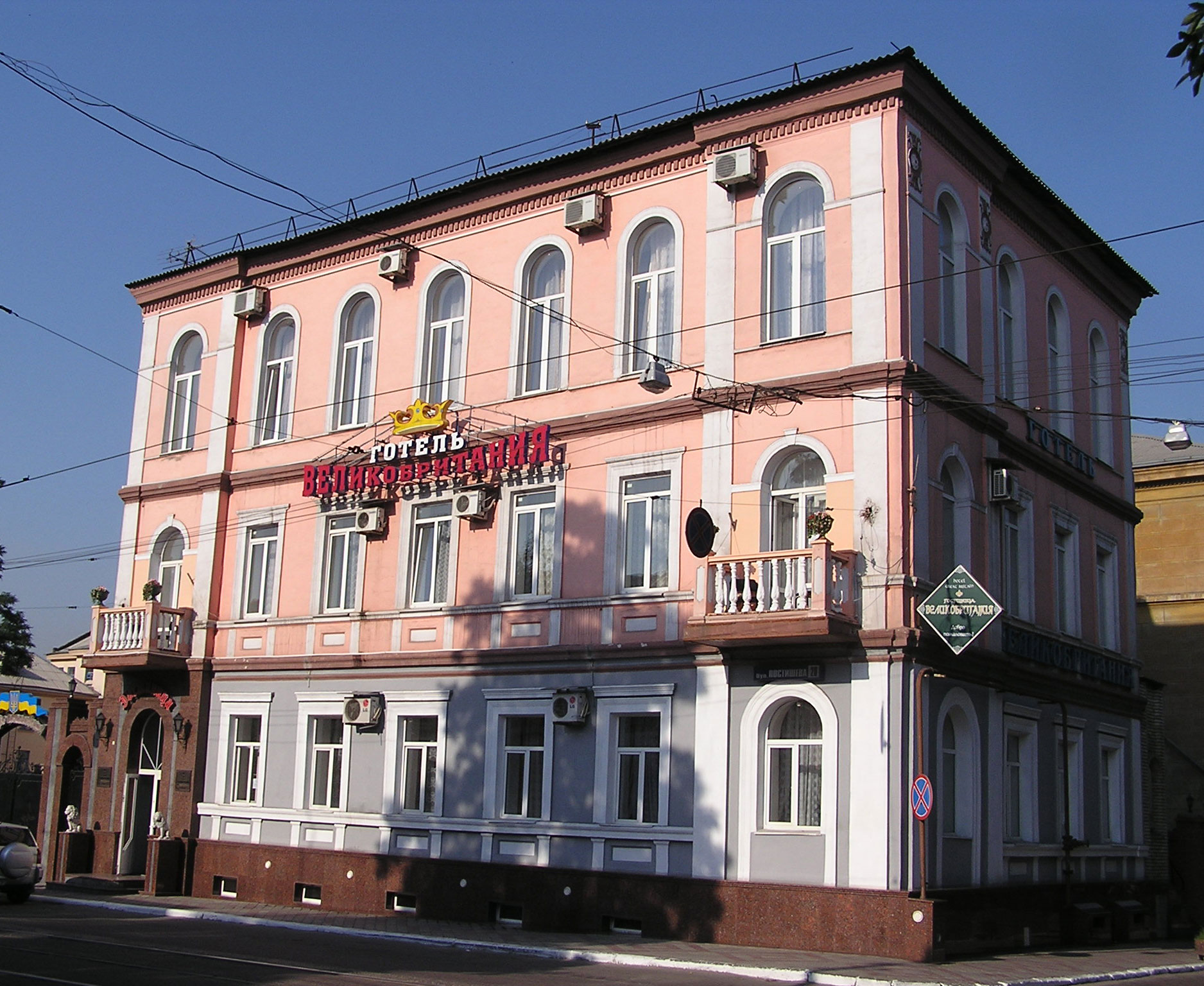
Velikobritanyja

- Preobraženská pravoslavná katedrála (Спасо-Преображенський собор) – novorenesanční bazilika z let 1886–1896, nejvýznamnější architektonická památka ve městě
- Velikobritanyja – dům se školou někdejší britské menšiny; z roku 1883, jeden z nejstarších objektů ve městě, nyní hotel
- Doněcké národní akademické divadlo opery a baletu Anatolije Solovjaněnka, roku 2012 přejmenované na Donbass Opera, budova z roku 1936
- Doněcké oblastní muzeum umění

### Pomníky
- Památník Velké vlastenecké války – pomník osvoboditelům Donbasu od nacistického Německa
- Socha velšského průmyslníka Johna Hughese
- Socha Sergeje Bubky, skokana o tyči (před Olympijským stadiónem RSC)
- Alej andělů, památník dětských obětí války na Donbasu

### Kovolitecká díla
- Dělo Car-puška – kopie největšího historického zvonu z nádvoří Moskevského Kremlu, stojí před radnicí; ruská vláda je v roce 2001 dala odlít ve strojírenském podniku v ruském městě Iževsk a darovala obyvatelům Doněcka
- Zvon svobody – kopie amerického historického zvonu z Filadelfie z let 1751–1752; výška 1,2 metru, hmotnost 940 kg; dar

## Osobnosti
- Vasilij Grossman (1905–1964), vlastním jménem Josif Solomonovič Grossman, spisovatel, pracoval v Doněcku tři roky jako chemik
- Anatolij Solovjaněnko (1922–1999) – ukrajinský tenorista, rodák z Doněcka
- Natan Šaransky (* 1948), sovětský disident a izraelský politik, premiér Izraele v letech 1999–2000
- Rinat Achmetov (* 1966) – ukrajinský oligarcha, rodák z Doněcka, tatarské národnosti, současný nejbohatší Ukrajinec
- Alexandr Zacharčenko (1976–2016) – prezident Doněcké lidové republiky, zabit při výbuchu v doněcké restauraci
- Julia Glušková (* 1990), izraelská profesionální tenistka
- Oleh Verňajev (* 1993), ukrajinský reprezentant ve sportovní gymnastice, olympijských vítěz na bradlech z LOH 2016
- Jakiv Chammo ( * 1994) – ukrajinský judista